# Organizație Autonomă Descentralizată
Organizație Autonomă Descentralizată (în engleză: Decentralized Autonomous Organization, Distributed Autonomous Organization - DAO) este un termen ce descrie o organizație descentralizată care se autoguvernează, independent de orice formă de control central. În același timp, DAO reprezintă un sistem bazat pe tehnologii blockchain, cum ar fi contractele inteligente, criptomonede, DeFi, DEXes etc.
DAO este deținută de membrii care achizitionează jetoane, acționari/investitori și dezvoltatori (programatori). Aceștia au puterea de a decide prin vot viitoarele dezvoltări ale organizației.
DAO sunt administrate după codul de programare, și pe mai multe contracte inteligente bazate pe Ethereum. Codul este conceput pentru a înlocui regulile și structura unei organizații tradiționale, eliminând controlul centralizat.
Cel mai important element de la baza DAO sunt contractele inteligente. Acestea stabilesc regulile organizației și sunt, de asemenea, responsabile pentru gestionarea activelor grupului. Regulile pot fi modificate numai prin vot.
Unul din principale avantaje al DAO este faptul că rezolvă dilema agent-principal. Aceasta este o teorie din economie, finanțe, politică etc, care apare în urma unor conflicte de interese atunci când unei persoane (agent financiar) i se permite să ia decizii în numele altei entități (principalul).
Agentul își urmărește propriul interes, mai degrabă decât interesul principalului . Întrucât DAO nu permite efectuarea modificărilor fără un vot prealabil, o astfel de problemă nu poate exista.

## Exemple
- Augur: platformă de predicție a surselor deschise descentralizată, bazată pe Ethereum
- Dash: prima criptomonedă cu un sistem de guvernanță descentralizat condusă de un subset de utilizatori (masternodes)
- DigixDAO: specializată în tokenizarea activelor fizice
- MakerDAO: jeton Ethereum
- MolochDAO: se concentrează pe finanțarea proiectelor Ethereum
- SmartCash: are un sistem inovator de vot în care fiecare token este un vot
- Steemit: site de blogging și social media bazat pe blockchain, care își recompensează utilizatorii cu criptomoneda STEEM.[5]